# Kecamatan Purwosari (distrikt i Indonesien, lat -7,76, long 112,71)
Kecamatan Purwosari är ett distrikt i Indonesien.   Det ligger i provinsen Jawa Timur, i den västra delen av landet, 700 km öster om huvudstaden Jakarta.